# Jesu
Jesu es una banda de shoegazing y post-metal formada en 2003, originaria de Abergele, Gales, Reino Unido. Fue fundada por Justin Broadrick luego de la desintegración de su banda Godflesh. El nombre de la agrupación corresponde al nombre de la última canción del álbum Hymns de Godflesh.

## Historia
Jesu fue fundada en el año 2003 por Broadrick, exintegrante de la banda Godflesh. El 30 de agosto de 2004, Jesu, integrado únicamente por Broadrick, lanzó su primer EP: Heart Ache, bajo el sello discográfico Dry Run Recordings. Este EP fue seguido por su primer álbum: Jesu, lanzado en 2005 por Hydra Head Records. En este álbum la banda incorporó al batería Ted Parsons y al bajista Diarmuid Dalton, además del guitarrista Paul Neville en calidad de invitado; mientras Broadrick se ocupó de la voz, guitarra, bajo y programación dentro del álbum. En 2016, este álbum fue seleccionado como uno de los 50 mejores álbumes de post-rock por la revista Paste, situándose en el lugar #49.
En su segundo EP: Silver, lanzado el 11 de abril de 2006 bajo el sello discográfico Hydra Head Records; Jesu adoptó un enfoque más melódico, con un sonido cercano al post-rock y el shoegazing. En este proyecto colaboraron conjuntamente Broadrick, Parsons y Dalton. En 2024, en el aniversario número 30 del término post-rock, que fuera acuñado en 1994, este EP fue escogido como uno de los 50 mejores álbumes del género por la revista Treblezine, concretamente en el lugar #20. En 2015 también fue señalada como uno de los 40 mejores álbumes de post-metal, ocupando el lugar número #11.
Jesu lanzó el 2 de febrero de 2007 su álbum Conqueror en Japón, para luego lanzarlo en Reino Unido el 19 de febrero y en Estados Unidos el 20 de febrero del mismo año. La banda lanzó también un nuevo EP titulado Sun Down/Sun Rise, el 23 de abril del mismo año, bajo el sello discográfico Aurora Borealis. Este EP no contó con la participación de Ted Parsons. El 5 de abril de 2007 Jesu lanzó un split en conjunto con la banda Eluvium bajo los sellos discográficos Hydra Head Records y Temporary Residence Limited.
El 4 de octubre de 2007 se lanzó el álbum Pale Sketches, una colección de canciones inéditas de Jesu compuestas íntegramente por Broadrick y que grabó a partir del año 2000. Este álbum fue lanzado exclusivamente por el sello discográfico independiente de Broadrick: Avalanche Recordings. En ese mismo mes la banda, integrada únicamente por Broadrick, lanzó su EP titulado Lifeline bajo el sello discográfico Hydra Head Records en Estados Unidos y Daymare Recordings en Japón. A fines de 2007 la banda realizó giras por Reino Unido, Japón, Europa y Estados Unidos, destacando la participación en la batería de Phil Petrocelli de Black Noise Cannon.
Durante 2008 se publicaron dos split junto a las bandas Envy y Battle of Mice, que fueron lanzados el 11 de julio y el 12 de agosto del mismo año respectivamente. También en agosto de 2008, Justin Broadrick lanzó bajo su propio sello discográfico una nueva edición del primer EP de Jesu: Heart Ache.  Asimismo se lanzó el EP Why Are We Not Perfect?, que incluía todas las canciones realizadas por Jesu en el split lanzado junto a Elivium, además de versiones alternativas de dichas canciones creadas exclusivamente para este EP.
El 23 de julio de 2009 se publicó el cuarto álbum de Jesu: Infinity. Este álbum cuenta con una única canción que dura aproximadamente 50 minutos, titulada de igual manera que el álbum: «Infinity». De igual forma se publicó el día 27 de octubre de 2009 el EP Opiate Sun, en el cual Broadrick trabajó en solitario. Durante el mismo año se volvió a publicar el EP Heart Ache, el álbum Pale Sketches, y el split de Jesu y Envy.
En mayo de 2011 lanzan su tercer LP, Ascension, bajo el sello Caldo Verde Records; en junio sería lanzada la versión japonesa del disco, a través de Daymare Recordings, esta versión incluye cuatro temas extra. El 23 de septiembre de 2013, es lanzado 'Every Day I Get Closer to the Light From Which I Came', cuarto LP de la banda, y cuya instrumentación y ejecución, a excepción de los arreglos orquestrales, estuvo a cargo de Broadrick.
En enero de 2016, Broadrick, como Jesu, colaboró con el proyecto folk rock de Mark Kozelek, Sun Kil Moon, para grabar un álbum titulado Jesu / Sun Kil Moon, con una gira en apoyo del álbum. Jesu y Sun Kil Moon colaboraron una vez más en la grabación de una versión de "Condor Ave", para un álbum tributo a Elliott Smith titulado Say Yes!, lanzado en octubre de 2016. Un segundo álbum de Jesu y Sun Kil Moon, titulado 30 Seconds to the Decline of Planet Earth, fue lanzado en mayo de 2017.

## Integrantes
- Justin Broadrick – guitarra eléctrica, voz, programación, bajo, guitarra de siete cuerdas
- Diarmuid Dalton – bajo
- Ted Parsons – batería

## Discografía
| #   | Título                                               | Formato musical  | Primer lanzamiento       | Sello discográfico                                       | Referencias          |
| --- | ---------------------------------------------------- | ---------------- | ------------------------ | -------------------------------------------------------- | -------------------- |
| 1.  | Heart Ache                                           | EP               | 30 de agosto de 2004     | Dry Run Recordings Avalanche Records                     | [ 2 ] [ 15 ] [ 18 ]  |
| 2.  | Jesu                                                 | Álbum de estudio | 25 de enero de 2005      | Hydra Head Records Conspiracy Records Daymare Recordings | [ 3 ] [ 19 ]         |
| 3.  | Silver                                               | EP               | 11 de abril de 2006      | Hydra Head Records Conspiracy Records Daymare Recordings | [ 5 ] [ 15 ] [ 20 ]  |
| 4.  | Conqueror                                            | Álbum de estudio | 2 de febrero de 2007     | Hydra Head Records Conspiracy Records Daymare Recordings | [ 8 ] [ 21 ]         |
| 5.  | Sun Down/Sun Rise                                    | EP               | 23 de abril de 2007      | Aurora Borealis *                                        | [ 9 ] [ 22 ]         |
| 6.  | Jesu/Eluvium                                         | Álbum split      | 5 de julio de 2007       | Hydra Head Records Temporary Residence Limited           | [ 10 ] [ 23 ]        |
| 7.  | Pale Sketches                                        | Álbum de estudio | 4 de octubre de 2007     | Avalanche Recordings Daymare Recordings                  | [ 11 ] [ 24 ]        |
| 8.  | Lifeline                                             | EP               | 2 de octubre de 2007     | Hydra Head Records Daymare Recordings                    | [ 12 ] [ 25 ]        |
| 9.  | Envy/Jesu                                            | Álbum split      | 11 de julio de 2008      | Daymare Recordings Conspiracy Records Hydra Head Records | [ 13 ] [ 15 ] [ 26 ] |
| 10. | Jesu/Battle of Mice                                  | Álbum split      | 12 de agosto de 2008     | Robotic Empire *                                         | [ 14 ] [ 15 ] [ 27 ] |
| 11. | Why Are We Not Perfect?                              | EP               | 19 de agosto de 2008     | Hydra Head Records Daymare Recordings                    | [ 28 ] [ 15 ] [ 29 ] |
| 12. | Infinity                                             | Álbum de estudio | 23 de julio de 2009      | Avalanche Recordings Daymare Recordings                  | [ 16 ] [ 30 ]        |
| 13. | Opiate Sun                                           | EP               | 27 de octubre de 2009    | Caldo Verde Records Aural Exploits Daymare Recordings    | [ 17 ] [ 15 ] [ 31 ] |
| 14. | Ascension                                            | Álbum de estudio | 10 de mayo de 2011       | Caldo Verde Daymare Recordings                           | [ 32 ] [ 33 ]        |
| 15. | Everyday I Get Closer to the Light from Which I Came | Álbum de estudio | 23 de septiembre de 2013 | Avalanche Recordings                                     | [ 34 ]               |
| 16. | Terminus                                             | Álbum de estudio | Julio de 2020            | Avalanche Recordings *                                   |                      |